# Adium
Adium è un programma di instant messaging multiprotocollo, che supporta AOL Instant Messenger (incluso ICQ e .Mac/MobileMe), XMPP, Windows Live Messenger, Yahoo! Messenger (incluso Yahoo! Japan), Bonjour (compatibile con iChat), Gadu-Gadu, Novell Groupwise, Lotus Sametime, Google Talk, LiveJournal, MySpaceIM, Zephyr e anche la chat di Facebook.
Dalla versione 0.80, Adium è stato poi tradotto nelle seguenti lingue: Catalano, Ceco, Danese, Olandese, Inglese, Francese, Tedesco, Islandese, Italiano, Giapponese, Norvegese, Cinese semplificato, Svedese, Cinese tradizionale.
L'ultima versione stabile al momento è la versione 1.5.10, che necessita di MacOS versione 10.6.8 o successive.
Al momento le possibilità di personalizzazione dell'interfaccia di Adium sono molte.
Adium consente di tenere le conversazioni ordinate in tabulatori, mostra il profilo di un utente anche senza dover aprire un browser, consente chat di gruppo, e, oltre a molto altro, consente di visualizzare le immagini personali.
Adium è distribuito sotto licenza GNU GPL.

## Funzioni principali con il protocollo msn
- Visualizzazione e impostazione di avatar e messaggi personali (non personalizzati)
- Invio di "trilli"
- Un messaggio che avvisa un "trillo" ricevuto
- Permette di creare e partecipare in conversazioni di gruppo
- si possono usare solo le emoticon di adium e non quelle di terze parti
- Dalla versione 1.4 (per adesso in beta) sarà possibile ricevere anche le emoticon personalizzate
- Per adesso la videochat non è ancora sopportata quindi per adesso l'unico client per mac che lo permette (solo video) è aMsn

## Sicurezza delle Comunicazioni
Permette sessioni chat crittografate su qualsiasi circuito.
Per poter sfruttare questa funzionalità è però necessario che entrambi gli utenti
utilizzino Adium.
La riservatezza è garantita dal fatto che Adium è distribuito anche come codice
sorgente. Questo garantisce l'assenza di backdoor che possono essere invece presenti
in software commerciali closed source.

## Galleria Screenshot

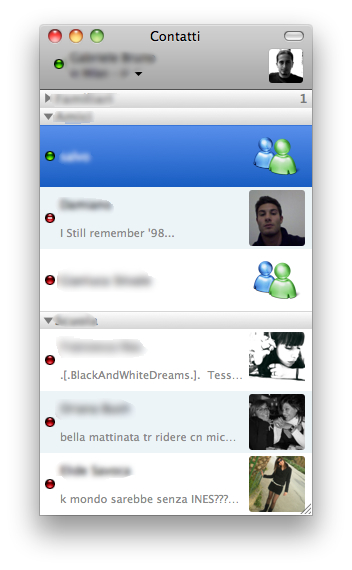
Una parte della lista dei contatti di msn su adium
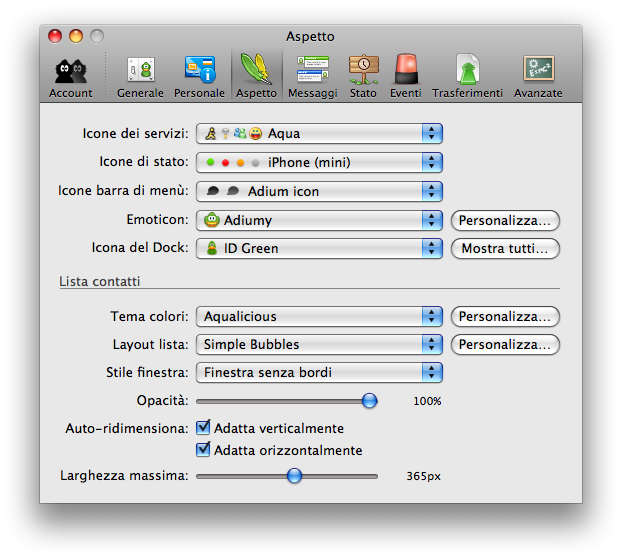
Le preferenze per l'aspetto di adium
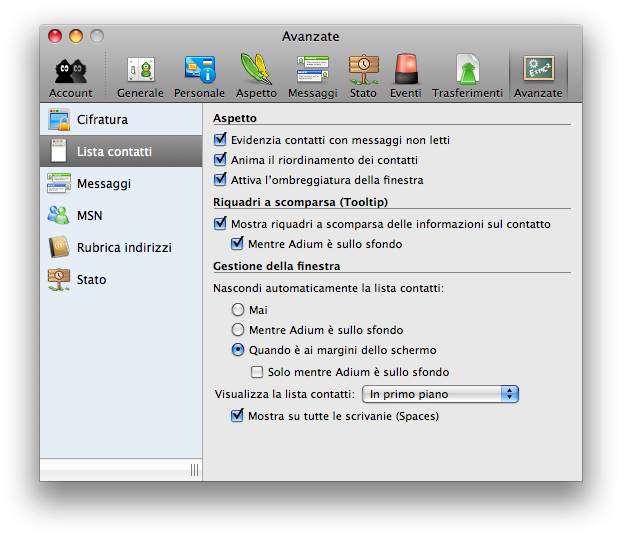
Le preferenze sotto la voce "avanzate"
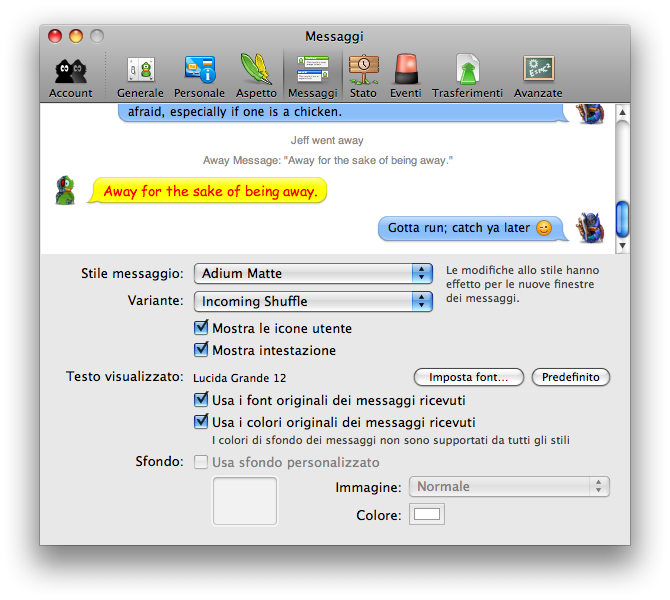
Le preferenze dello stile delle conversazioni